# Trujamán
Trujamán (del árabe hispánico turgumán), también denominado trujimán o dragomán, es un término que se usa para denominar al tipo de intérprete de lenguas en transacciones comerciales durante, sobre todo, la Baja Edad Media, aunque sus funciones de conocimiento de diferentes idiomas se extienden al siglo XVI, y casi a la primera mitad del siglo XVII. 

## Funciones del trujamán a lo largo de la historia
La principal función del trujamán a lo largo de la historia era la de hacer posible la comunicación entre dos individuos con diferentes lenguas. Aunque podría darse el error de comparar al trujamán con un traductor o intérprete actual, en realidad esto no es así, pues el trujamán simplemente abarcaba ciertos campos y solamente se dedicaba a interpretar y reformular de manera improvisada (como acto locutivo) las palabras de sus clientes, mientras que un intérprete de hoy en día abarca muchos más campos y, por regla general, suele haber una preparación previa al proceso de interpretación. 
El término originariamente surge por la función básica que tenían en origen los trujamanes: durante el siglo XIII se produce un traspaso de la hegemonía política en el Mediterráneo, desde los reinos árabes del norte de África a los pueblos cristianos del oeste europeo (como, por ejemplo, la Corona de Aragón). Aquí surge una necesidad de mantener relaciones internacionales entre dos culturas totalmente diferentes, no sólo en cuestiones del lenguaje. Por tanto, aparece la figura del trujamán, que se encarga de reformular de manera un tanto arbitraria los enunciados y textos administrativos entre diferentes Estados y colonias árabes y europeas.
La labor del trujamán se extendió a lo largo de los siglos al ámbito económico y comercial (como intermediario lingüístico entre dos individuos de diferente nacionalidad y con diferentes lenguas).

## Limitaciones del trujamán
Como ya hemos apuntado, la preparación técnica del trujamán era totalmente limitada. Existían y convivían dos tipos de intérpretes: los trujamanes, escogidos de manera arbitraria y encargados de algunos aspectos limitados; y el propio traductor, que se dedicaba a labores más teóricas y técnicas y, sobre todo, a la traducción escrita, como, por ejemplo, la literaria. 
En resumen, podemos decir que el trujamán se encargaba de lo que hoy llamamos traducción a la vista, un tipo de traducción más improvisada y realizada en tiempo real.